# Sixten Högberg
Sixten Högberg, född 8 september 1887 i Göteborg, död 25 augusti 1957, var en svensk simmare och lagkapten. Högberg grundade simklubben Polhems Simklubb (PSK) 1924 och var en drivande kraft bakom Valhallabadet som invigdes 1956, året innan han dog.